# Figuren in het poppentheater
Veel komische figuren uit het poppentheater of het gewone theater droegen vroeger de naam van een gerecht. Zo had je in Duitsland Hanswurst en Pickelhering, in Engeland Jack Pudding, in Frankrijk Jean Potage, in Italië Signor Maccheroni en in Hongarije Paprika Jancsi. 
Door rondreizende artiesten raakten veel personages ook in andere landen ingeburgerd. In Nederland werd Jean Potage bijvoorbeeld bekend als Jan Soep. De komische figuur heette vaak Hansworst of Pekelharing. In de oud-Hollandse poppenkast werd de hoofdpersoon ook met deze twee namen aangesproken, voordat men hem Jan Klaassen ging noemen.
In het volkspoppenspel treffen we verder een aantal kluchtfiguren aan voor wie lekker eten belangrijk is, hoewel hun naam daar niet op wijst. Gioppino bijvoorbeeld, uit de Noord-Italiaanse stad Bergamo, is dol op polenta (een gerecht bereid uit maïsmeel). Voor Pulcinella is spaghetti het favoriete kostje, voor Mr Punch zijn het worstjes. Bij sommige figuren gaat de voorkeur uit naar de fles, ze kijken daarbij weleens te diep in het glaasje. De rode neus van Jan Klaassen wijst erop dat hij wel van een borreltje houdt. Ook Pierlala kwam als stokpop voor in het theater.
De twee hoofdfiguren van het Turks schimmenspel (met marionetten) zijn Karagöz en Hacivat (Karagöz betekent Zwartoog). Zij werden geëxecuteerd voor de door hen ontstane vertraging van de bouw van een moskee, maar werden volkshelden.

## De moderne Nederlandse poppenkast
In de moderne Nederlandse poppenkast komen diverse poppen voor, de één wat vaker dan de andere.
- Jan Klaasen - De hoofdpersoon uit de poppenkast; een vrolijke Amsterdamse, harlekijnachtige rekel, ondeugend en vrolijk. Wie hem tegenwerkt slaat hij vaak met een stok, hoewel dat in nieuwere verhaaltjes minder voorkomt. Jan is voor niemand bang, behalve voor zijn vrouw Katrijn.
- Katrijn - De vrouw van Jan Klaasen, die ook in geen enkele poppenkast ontbreken mag. Ze is een niet al te knappe huisvrouw, die de baas is over Jan en hem vaak slaat als hij weer eens iets uitgespookt heeft. In sommige verhaaltjes hebben ze samen een kind, waar Jan uiteraard niet fatsoenlijk voor zorgen kan.
- De prinses - De prinses uit de poppenkast is jong en mooi, en soms ontvoerd door een monster, waarop Jan Klaasen haar redden moet. Soms speelt haar vader de koning ook nog mee.
- De agent - De agent zit Jan Klaasen weleens achterna als hij ondeugend geweest is, maar ook gooit hij de boef vaak achter de tralies.
- De boef - De boef (of rover in oudere versies) is vaak de schurk die steelt of inbreekt, maar ook vaak een pak slaag van Jan Klaasen krijgt. Hij wordt vrijwel altijd door de agent opgepakt.
- De krokodil - Monsters spelen ook regelmatig een rol in de poppenkast, en tegenwoordig is dat vaak een krokodil.
- De Dood van Pierlala - Deze pop stelt in feite de Dood voor, maar wordt vaak door Jan Klaasen weggejaagd. Pierlala komt in nieuwere poppenkasten niet meer voor.
- De Duivel - In sommige poppenkasten komt nog steeds een duivel voor. Vaak fungeert hij als een soort boef of als monster.
- De clown/De aap - De beste vriend van Jan, en dan ook de enige die nooit een pak slaag van hem zal krijgen.